# Экибастузская ТЭЦ
Экибасту́зская ТЭЦ (каз. Екібастұз жылу электр орталығы, ЭТЭЦ) — электростанция местного значения, расположена в городе Экибастуз Павлодарской области. Является одним из генерирующих предприятий «Павлодарэнерго», принадлежащего в свою очередь «Центрально-Азиатская электроэнергетическая корпорация» (ЦАЭК), в состав которой также входит Петропавловская ТЭЦ-2. Выработанная станцией электрическая и тепловая энергия идёт на покрытие нужд города.

## История
Экибастузская ТЭЦ — старейшая действующая электростанция Павлодарской области. Возведение ТЭЦ началось в 1952 году, среди строителей были и заключённые Экибастузского лагеря ГУЛАГ, в том числе советский писатель и диссидент Александр Солженицын. Пуск электростанции состоялся 4 декабря 1956 года вводом в строй парового котла № 1 и турбины № 1 мощностью 6 МВт. Строительство Экибастузской ТЭЦ завершилось в 1960 году. 
Из-за проблем с водоснабжением поначалу техническая вода для электростанции поставлялась железнодорожными цистернами из Иртыша в 150 километрах от ТЭЦ. Ввод в строй водовода из села Калкаман, а в дальнейшем и канала Иртыш — Караганда решил эту проблему.
Одним из директоров Экибастузской ТЭЦ был Георгий Маленков — советский государственный и партийный деятель, соратник Сталина, Председатель Совета министров СССР (1953—1955 гг.) и фактический руководитель СССР в марте — сентябре 1953 года,

## Основные данные
Основные производственные показатели ТЭЦ:
- Установленная электрическая мощность — 12 МВт (2014)[8]
- Располагаемая электрическая мощность — 12 МВт (2014)[8]
- Выработка электроэнергии — 0,06 млрд кВт·ч (2014)[8]
- Установленная тепловая мощность — 750 Гкал/ч[9]

Основной вид топлива, использующийся на станции — каменный уголь Экибастузского бассейна.

## Оборудование
Котлы
| Ст. № | Тип             | Год ввода | Производительность, т/ч | Давление пара, кгс/см² | Температура пара, °C | Наработка, часов | Примечание |
| ----- | --------------- | --------- | ----------------------- | ---------------------- | -------------------- | ---------------- | ---------- |
| 1     | БКЗ-50-39Ф      | 1956      | 50                      | 39                     | 440                  | 159 839          |            |
| 2     | БКЗ-50-39Ф      | 1957      | 50                      | 39                     | 440                  | 140 993          |            |
| 3     | БКЗ-50-39Ф      | 1958      | 50                      | 39                     | 440                  | 117 839          |            |
| 4     | БКЗ ЦКТИ-50-39Ф | 1959      | 50                      | 39                     | 440                  | 117 538          |            |
| 5     | БКЗ-75-39Ф      | 1973      | 75                      | 39                     | 440                  | 79 459           |            |
| 6     | БКЗ-75-39Ф      | 1974      | 75                      | 39                     | 440                  | 75 635           |            |
| 7     | БКЗ-75-39Ф      | 1979      | 75                      | 39                     | 440                  | 52 836           |            |
| 8     | БКЗ-75-39Ф      | 1980      | 75                      | 39                     | 440                  | 50 610           |            |
| 9     | БКЗ-75-39Ф      | 1981      | 75                      | 39                     | 440                  | 54 688           |            |
| 10    | КВГМ-100        | 1983      | 100 Гкал/ч              |                        |                      | 96 491           |            |
| 11    | КВТК-100        | 1985      | 100 Гкал/ч              |                        |                      | 29 729           |            |
| 12    | КВТК-100        | 1986      | 100 Гкал/ч              |                        |                      | 23 208           |            |
| 13    | КВТК-100        | 1987      | 100 Гкал/ч              |                        |                      | 21 217           |            |
| 14    | КВТК-100        | 1988      | 100 Гкал/ч              |                        |                      | 14 310           |            |

Турбины
| Ст. № | Тип    | Год ввода | Мощность, МВт | Давление пара, кгс/см² | Температура пара, °C | Наработка, часов | Примечание |
| ----- | ------ | --------- | ------------- | ---------------------- | -------------------- | ---------------- | ---------- |
| 1     | Т-6-35 | 1956      | 6             | 35                     | 435                  | 192 533          |            |
| 2     | Т-6-35 | 1957      | 6             | 35                     | 435                  | 182 088          |            |

Генераторы
| Ст. № | Тип   | Мощность, МВт | Напряжение, кВ |
| ----- | ----- | ------------- | -------------- |
| 1     | Т-6-2 | 6             | 6,3            |
| 2     | Т-6-2 | 6             | 6,3            |